# بشير الأعور
بشير محمود الأعور (1909-10 يوليو 1989) قاض وإداري وسياسي لبناني.  تلقى علومه في الجامعة الوطنية في عاليه، وفي الليسيه في بيروت. انتخب نائباً عن قضاء بعبدا من 1951 حتّى وفاته. عيّن وزير الصحة 1951-1952، والأشغال 1953 والعدليّة والبرق والبريد والهاتف 1953، والعدليّة 1958 ثم من 1972 ـ 1973، والداخليّة 1973. كان بشير بك عضواً دائماً في المجلس المذهبي الدرزي، ويُعد من أبرز رجالات الدولة، وقد أحرز عدداً من الأوسمة اللبنانية والدولية. 

## سيرته
ولد بشير بن محمود الأعور سنة 1909 في قرنايل بقضاء بعبدا، ودرس أولا في الجامعة الوطنية في عاليه ثم في الليسيه ببيروت وبدأ يعمل في دوائر الشرطة إلى جانب التحصيل الجامعي، وعندما نال شهادة الحقوق من الجامعة اليسوعية تحول إلى وزارة العدل، وتولّی فيها عدّة وظائف قضائية، إلّا أنه عدل إلى العمل السياسي، فانتخب نائباً عن قضاء بعبدا سنة 1950 ثم 1953 و 1957 و 1960 و 1972، وبقي نائباً حتى تاريخ وفاته بحكم التجديد لمجلس النواب. وفي خلال هذه المدة رأس عدة لجان برلمانية، وأسهم في إعداد العشرات من القوانين التي أقرها المجلس. 

تولى وزارة الأشغال العامة في 30 نيسان 1953، ووزارة العدل والبريد والبرق في 16 آب 1953، ووزارة العدل في 14 آذار 1958، ووزارة العدل أيضا في 27 أيار 1958، ووزارة الداخلية في 25 نيسان 1964 في حكومة أمين الحافظ. في 1964 لم يوفق في الانتخابات فعيّن محافظاً للشمال.

كان بشير بك قد انتخب سنة 1958 أستاذاً أعظم للحفل الأكبر الوطني السوري اللبناني، فعمل على دغمه بالشرق الأكبر اللبناني، ونزل عن الرئاسة سنة 1960 إلى الأستاذ سليم الترك. 

توفي في 10 تموز 1989 ودفن في قرنايل في مأتم رسمي حافل.  وفي 1999 تأسست جمعية باسم: «مؤسسة بشير الأعور الاجتماعية» مركزها قرنايل.

## حياة الشخصية
تأهل من إقبال أبو رسلان. جده لأمه محمد صبرا الأعور عضو مجلس إدارة متصرفية جبل لبنان. تولّى بشير زعامة بيت الأعور التي ورثها عن خاله محمد بيك صبرا، العضو في متصرفية جبل لبنان. شقيقه هو عارف الأعور.